# 池髙暢希
池髙 暢希（いけたか のぶき、2000年4月5日 - ）は、北海道古宇郡泊村出身のプロサッカー選手。ポジションは、ミッドフィールダー。JFL・沖縄SV所属。

## 来歴
幼少期にイーグレット岩内でサッカーをはじめ、SSS札幌、JFAアカデミー福島U15、SSSジュニアユースを経て、浦和レッズユースへ加入。2017年、U-17日本代表に選出され、2017 FIFA U-17ワールドカップに出場した。2018年5月、トップチームに2種登録された。同年12月、翌シーズンよりトップチームに昇格することが発表された。
2019年9月25日、天皇杯4回戦のHonda FC戦でスタメン出場しトップチームデビュー。
翌2020年シーズンはカターレ富山へ育成型期限付き移籍。2020年6月28日、J3第1節のAC長野パルセイロ戦で途中出場しJリーグデビュー。
翌2021年シーズンは、福島ユナイテッドFCへ育成型期限付き移籍。9月5日、J3第17節のガイナーレ鳥取戦でJリーグ初ゴールを決めた。11月24日に浦和との契約満了を発表。
同年12月9日、フクダ電子アリーナで行われたJリーグ合同トライアウトに出場した後、2022年、ギラヴァンツ北九州への完全移籍が発表された。
2022年は27試合に出場したものの、2023年は12試合に減少、同シーズン一杯で契約満了となる。
2024年、JFL・沖縄SVへ完全移籍。29試合に出場して5得点をあげた。
しかし2025年3月25日道路交通法違反（酒気帯び運転）の疑いで逮捕され、この件で沖縄SVは2025年6月30日までチーム活動参加を禁止の処分を下した。

## 所属クラブ
- イーグレット岩内
- SSS札幌サッカースクール
- JFAアカデミー福島U15
- SSSジュニアユース
- 浦和レッズユース（埼玉県立志木高等学校）
  - 2018年5月 - 同年12月  浦和レッドダイヤモンズ（2種登録選手）
- 2019年 - 2021年  浦和レッドダイヤモンズ
  - 2020年  カターレ富山（期限付き移籍）
  - 2021年  福島ユナイテッドFC（期限付き移籍）
- 2022年 - 2023年  ギラヴァンツ北九州
- 2024年 -  沖縄SV

## 個人成績
| 国内大会個人成績 | 国内大会個人成績 | 国内大会個人成績 | 国内大会個人成績 | 国内大会個人成績 | 国内大会個人成績 | 国内大会個人成績 | 国内大会個人成績 | 国内大会個人成績 | 国内大会個人成績 | 国内大会個人成績 | 国内大会個人成績 |
| 年度             | クラブ           | 背番号           | リーグ           | リーグ戦         | リーグ戦         | リーグ杯         | リーグ杯         | オープン杯       | オープン杯       | 期間通算         | 期間通算         |
| 年度             | クラブ           | 背番号           | リーグ           | 出場             | 得点             | 出場             | 得点             | 出場             | 得点             | 出場             | 得点             |
| 日本             | 日本             | 日本             | 日本             | リーグ戦         | リーグ戦         | リーグ杯         | リーグ杯         | 天皇杯           | 天皇杯           | 期間通算         | 期間通算         |
| ---------------- | ---------------- | ---------------- | ---------------- | ---------------- | ---------------- | ---------------- | ---------------- | ---------------- | ---------------- | ---------------- | ---------------- |
| 2019             | 浦和             | 33               | J1               | 0                | 0                | 0                | 0                | 1                | 0                | 1                | 0                |
| 2020             | 富山             | 33               | J3               | 21               | 0                | -                | -                | -                | -                | 21               | 0                |
| 2021             | 福島             | 19               | J3               | 24               | 1                | -                | -                | -                | -                | 24               | 1                |
| 2022             | 北九州           | 25               | J3               | 27               | 2                | -                | -                | 1                | 0                | 28               | 2                |
| 2023             | 北九州           | 13               | J3               | 12               | 0                | -                | -                | 1                | 0                | 13               | 0                |
| 2024             | 沖縄             | 22               | JFL              | 29               | 5                | -                | -                | 0                | 0                | 29               | 5                |
| 2025             | 沖縄             | 22               | JFL              |                  |                  | -                | -                |                  |                  |                  |                  |
| 通算             | 日本             | 日本             | J1               | 0                | 0                | 0                | 0                | 1                | 0                | 1                | 0                |
| 通算             | 日本             | 日本             | J3               | 84               | 3                | -                | -                | 2                | 0                | 86               | 3                |
| 通算             | 日本             | 日本             | JFL              | 29               | 5                | -                | -                | 0                | 0                | 29               | 5                |
| 総通算           | 総通算           | 総通算           | 総通算           | 113              | 8                | 0                | 0                | 3                | 0                | 116              | 8                |

- 2018年は2種登録選手

| 国際大会個人成績 | 国際大会個人成績 | 国際大会個人成績 | 国際大会個人成績 | 国際大会個人成績 |
| 年度             | クラブ           | 背番号           | 出場             | 得点             |
| AFC              | AFC              | AFC              | ACL              | ACL              |
| ---------------- | ---------------- | ---------------- | ---------------- | ---------------- |
| 2019             | 浦和             | 33               | 0                | 0                |
| 通算             | AFC              | AFC              | 0                | 0                |

## 代表歴
- U-15日本代表候補[13]
- U-16日本代表候補[14]
- U-17日本代表
  - 2017 FIFA U-17ワールドカップ